# Haliclona uncinata
Haliclona uncinata är en svampdjursart som först beskrevs av Topsent 1892.  Haliclona uncinata ingår i släktet Haliclona och familjen Chalinidae. Inga underarter finns listade i Catalogue of Life.